# 悦城县
悦城县，古县名。南朝宋置，治今广东省德庆县东北，属晋康郡。隋开皇十二年（592年）废。唐天宝元年（742年）又改乐城县置，治今广东省德庆县东悦城。仍属晋康郡，乾元元年（758年）属康州。北宋开宝五年（972年）废。